# Francisco Padilla
Francisco Montecillo Padilla (ur. 17 września 1953 w Cebu City na Filipinach) – filipiński duchowny katolicki, arcybiskup, nuncjusz apostolski w Gwatemali.

## Życiorys
21 października 1976 otrzymał święcenia kapłańskie, których udzielił mu kard. Julio Rosales. W 1983 rozpoczął przygotowanie do służby dyplomatycznej na Papieskiej Akademii Kościelnej. 
1 kwietnia 2006 został mianowany przez Benedykta XVI nuncjuszem apostolskim w Papui-Nowej Gwinei oraz arcybiskupem tytularnym Nebbio. Sakry biskupiej 23 maja 2006 udzielił mu filipiński kard. Ricardo Vidal. Był równocześnie nuncjuszem akredytowanym na Wyspach Salomona.
10 listopada 2011 został przeniesiony do nuncjatury apostolskiej w Tanzanii.
5 kwietnia 2016 został nuncjuszem apostolskim w Kuwejcie oraz delegatem w innych krajach Zatoki Perskiej: Zjednoczonych Emiratach Arabskich, Bahrajnie, Katarze i Jemenie.
17 kwietnia 2020 został mianowany nuncjuszem w Gwatemali.